# Mirsinojori
Mirsinojori (en griego, Μυρσινοχώρι) es un pueblo y un yacimiento arqueológico de Mesenia (Grecia). Administrativamente pertenece al municipio de Pilos-Néstor, y la unidad municipal de Néstor. En el año 2011 contaba con una población de 190 habitantes. Anteriormente era conocido como Pispisas.

## Arqueología
Cerca de este pueblo, en el sitio conocido como «Routsi», hay un yacimiento arqueológico que fue excavado inicialmente por Spyridon Marinatos y posteriormente por Georgios Korrés.
En él se han encontrado los restos de un asentamiento del periodo Heládico Antiguo e importantes tumbas de los periodos Heládico Medio y Heládico Tardío.  
Entre los hallazgos más destacados se encuentran dos tumbas abovedadas que estuvieron en uso aproximadamente entre 1680 y 1300 a. C., es decir, de la época micénica. En particular, el llamado «tholos II» contenía cinco enterramientos acompañados de un valioso ajuar funerario.